# Saint-Elphège
Saint-Elphège est une municipalité de paroisse canadienne du Québec située dans la municipalité régionale de comté de Nicolet-Yamaska et dans la région administrative du Centre-du-Québec. Saint-Elphège est un beau petit village situé sur le bord du St-Francois dont l'origine est liée à l'arrivée de plusieurs familles de la France ancienne.

## Toponymie
Elle est nommée en l'honneur d'Alphège de Cantorbéry, évêque martyr.

## Géographie
La rivière Saint-François délimite le sud de la municipalité en coulant vers le nord-ouest.
À partir de son crénon, dans le nord-est, la rivière Colbert coule vers le nord-ouest.

## Démographie
| 1996 | 2001 | 2006 | 2011 | 2016 | 2021 |
| ---- | ---- | ---- | ---- | ---- | ---- |
| 321  | 294  | 271  | 292  | 270  | 251  |

## Administration
Région Centre-du-Québec
Les élections municipales se font en bloc pour le maire et les six conseillers.
| Saint-Elphège Maires depuis 2003                                                                                     |                 |         |          |
| Élection | Maire           | Qualité | Résultat |
| 2003 | Gérard Côté     |         | Voir     |
| 2005 | Gérard Côté     | Voir    |          |
| 2009 | Claude Précourt |         | Voir     |
| 2013 | Mario Lefebvre  |         | Voir     |
| 2017 | Mario Lefebvre  | Voir    |          |
| 2021 | Mario Lefebvre  | Voir    |          |
| Élection partielle en italique Depuis 2005, les élections sont simultanées dans toutes les municipalités québécoises |                 |         |          |